# Осатно
Осатно — деревня в Псковском районе Псковской области. Входит в состав Серёдкинской волости. 
Расположена на полуострове Мтеж, отделяющим Тёплое и Псковское озёра, в 94 км к северо-западу от Пскова и в 41 км к западу от села Серёдка. Южнее находится деревни Курокша и Мтеж.
Численность населения деревни Осатно по состоянию на 2000 год составляла 9 человек.
До 28 февраля 2005 года деревня входила в состав ныне упразднённой Теребищенской волости.

## Топографические карты
- Лист карты O-35-XVI Пылва. Масштаб: 1 : 200 000. Издание 1980 г.